# Marcelle Meuleman

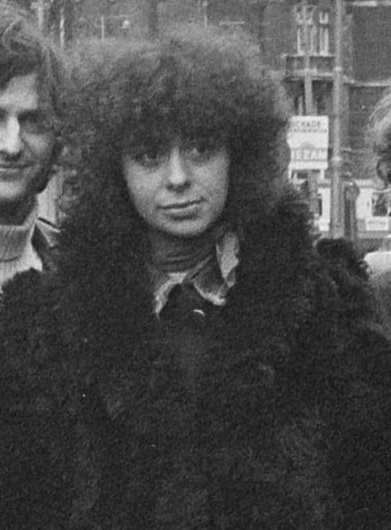
Meuleman in 1976

Marcelle Helena Maria Meuleman (Amsterdam, 18 mei 1947) is een Nederlandse balletdanseres, actrice, regisseuse en scenarioschrijfster. Ze werd bekend door haar rol als dochter Jet in de televisieserie Pleisterkade 17.

## Acteerwerk
- Pleisterkade 17 (1975-1977) - dochter Jet
- Alle dagen feest (1976)
- Julia's geheim (1987) - speldocente

## Regisseerwerk
- Theater '80 (1980-1985)
- Theater Persona (1985-1989)

## Geschreven scenario
- Een galerij (1994)

- International Standard Name Identifier: 0000 0003 6886 713X
- Nederlandse Thesaurus van Auteursnamen: 115663266
- Virtual International Authority File: 287644488